# Filsum
Filsum är en kommun och ort i Landkreis Leer i förbundslandet Niedersachsen i Tyskland.
Kommunen ingår i kommunalförbundet Samtgemeinde Jümme tillsammans med ytterligare två kommuner.